# Camí de les Llàgrimes

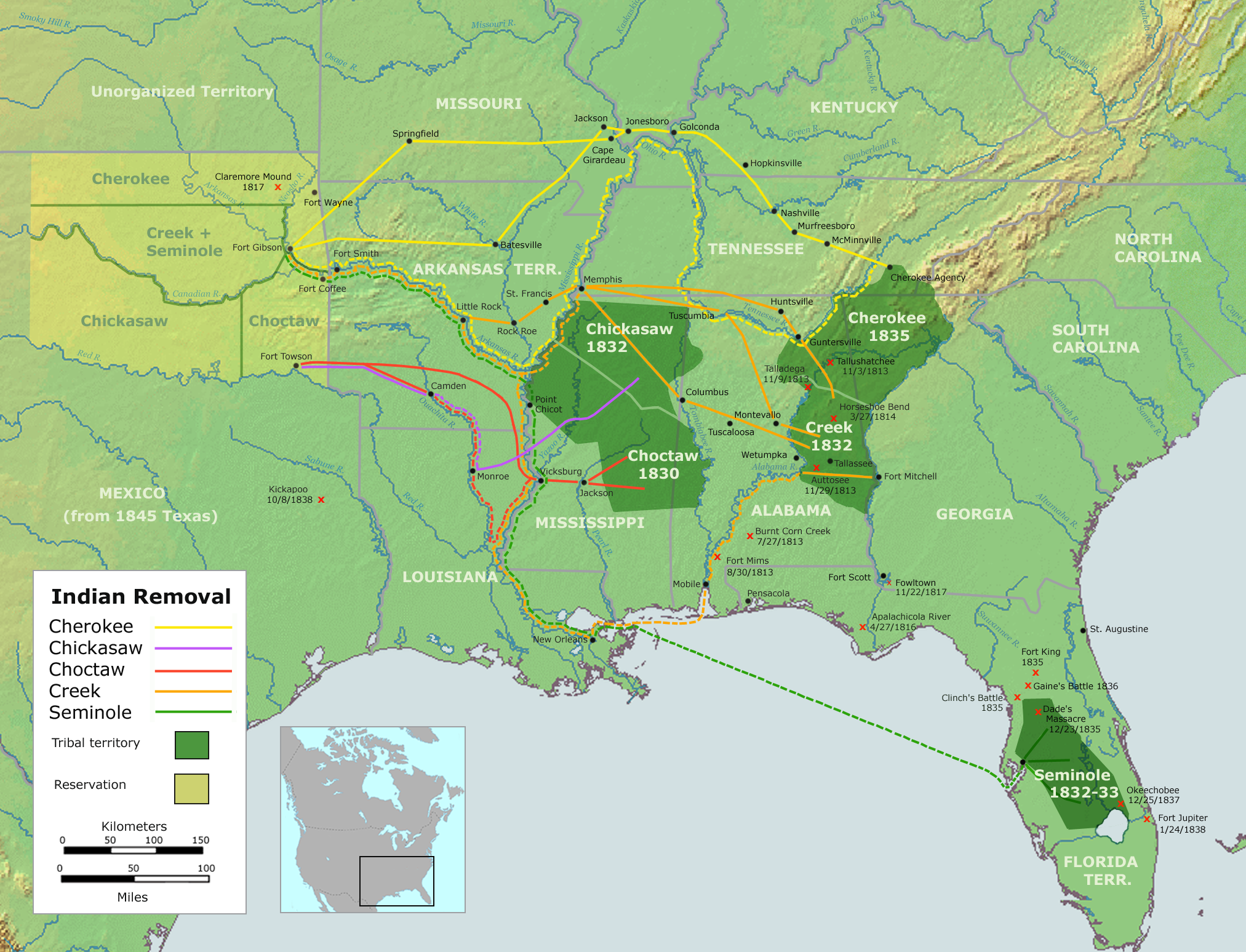
Mapa dels diversos Camins de les Llàgrimes fins a Oklahoma.

El Camí de les Llàgrimes és un nom donat a la deportació forçosa de les nacions amerindis de la zona sud-est dels Estats Units després de la Indian Removal Act de 1830 dins el procés de la Deportació dels indis dels Estats Units. El trasllat va implicar molts membres de les tribus que no es van voler assimilar: cherokees, muscogee, seminola, chickasaws i choctaws (Cinc Tribus Civilitzades), entre d'altres, dels seus territoris nadius a Territori Indi (Oklahoma) a l'oest del riu Mississipi. Els nadius americans que van triar quedar-se i assimilar-se se'ls va permetre convertir-se en ciutadans en els seus estats i dels Estats Units. La fase "Camí de les Llàgrimes" té el seu origen en la descripció del trasllat per la Nació Choctaw en 1831.
Molts nadius americans van patir d'exposició, malalties i fam en el camí a les seves destinacions. Molts van morir, incloent entre 2.000 i 6.000 dels 16.542 cherokees recol·locats. Euroamericans i afroamericans lliberts i esclaus també van participar en la recol·locació forçada dels chickasaw, choctaw, muscogee creek i seminola.
El 1831, els cherokees, chickasaws, choctaws, creek i seminoles (anomenats col·lectivament les Cinc Tribus Civilitzades) vivien com a nacions autònomes reconegudes al sud-est dels Estats Units. El procés d'aculturació d'aquestes tribus (proposat per George Washington i Henry Knox) estava molt avançat, especialment entre els cherokees i els choctaws.

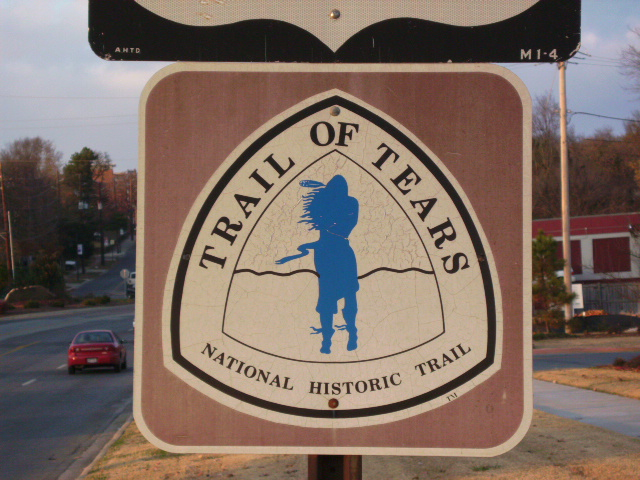
Senyal de carretera del Camí de les Llàgrimes (National Historic Trail).

Molts colons blancs havien pressionat al govern federal per traslladar els indis del sud-est; alguns envaïren les terres índies i altres volien que la terra fos posada a disposició dels colons blancs. El president Andrew Jackson va continuar la política de desplaçaments dels indis amb l'aprovació de l'Indian Removal Act de 1830 que va autoritzar el govern a fer ofertes per tal d'extingir els títols nadius americans a terres al sud-est. El 1831, els choctaws van ser els primers a ser desplaçats d'acord amb la nova llei, i el seu va esdevenir un model per als altres processos. Tot seguit li va tocar al poble seminola el 1832, als creek el 1834, als chickasaw el 1837, i finalment als cherokees el 1838. Després del trasllat alguns d'aquests indis van romandre als seus llocs d'origen; alguns choctaws es quedaren a Mississippi, alguns seminoles a Florida, creeks a Alabama i Florida, i cherokees a Carolina del Nord. Un nombre limitat d'estatunidencs no nadius (com els afroamericans, en general com a esclaus) també va acompanyar a les nacions ameríndies en el viatge cap a l'oest; alguns eren cònjuges El 1837, 46.000 nadius americans dels estats del sud-est havien estat expulsats dels seus territoris originaris, obrint 25 milions d'acres (100.000 km²) a la colonització blanca.
Els límits fixos d'aquestes nacions tribals autònomes, que comprenien grans àrees dels Estats Units, van ser objecte de contínua cessió i annexió abans de 1830, en part a causa de la pressió d'ocupants i l'amenaça de la força militar als recentment declarats territoris dels Estats Units, regions administrades pel govern federal les fronteres dels quals augmentaren amb la reclamació de terres natives pels tractats. A mesura que aquests territoris es van convertir en Estats dels Estats Units, els governs estatals van tractar de dissoldre els límits de les nacions indígenes dins les seves fronteres, que eren independents de la jurisdicció de l'Estat, i l'expropiar-ne les terres. Aquestes pressions van ser magnificades pel creixement de la població dels Estats Units i l'expansió de l'esclavitud al Sud amb el ràpid desenvolupament del cultiu del cotó en les terres altes, a causa de la invenció de la desmotadora de cotó.

## Marc legal
Els límits territorials reclamats com a sobirans i controlats per les nacions ameríndies vivien en el que llavors s'anomenaven els territoris indis, porció dels antics Estats Units a l'oest del riu Mississipi encara no reclamada o assignada per esdevenir Oklahoma, van ser fixades i determinades per tractats nacionals amb el govern federal dels Estats Units. Aquest va reconèixer els governs tribals com a dependents però internament sobirans o nacions autònomes sota l'exclusiva jurisdicció del Govern Federal.
Alhora que manté el seu govern tribal, que incloïa una Constitució o consell oficial en tribus com els iroquesos i cherokees, moltes parts de les nacions ameríndies del sud-est s'havia integrat econòmicament parcialment o totalment en l'economia de la regió. Això incloïa l'economia de plantació en estats com Geòrgia, i la possessió d'esclaus. Aquests esclaus també van ser traslladats per la força durant el procés de deportació. Un procés similar havia passat anteriorment en els territoris controlats per la Confederació de les Sis Nacions a l'actual nord de l'estat de Nova York abans de la invasió britànica i posterior annexió dels Estats Units de la nació iroquesa.
Sota la història del dret convencional dels Estats Units, els límits territorials reclamats per les tribus reconegudes federalment van rebre la mateixa condició sota la qual es van reconèixer les reclamacions tribals del sud-est; fins al proper establiment de reserves de terra, determinades pel govern federal, que van ser cedits a les tribus restants per tractats de iure, en un procés que comportava sovint reubicació forçada. L'establiment del Territori Indi i l'extinció de les reivindicacions ameríndies de terres a l'est del Mississipi preveia l'establiment del sistema de reserves índies. Es va imposar als amerindis que restaven a finals del segle xix.
L'argument legal de la sobirania ameríndia es va mantenir fins que el Tribunal Suprem dels Estats Units va fallar Nació Cherokee v. Geòrgia (1831), que (p.ex) els cherokees no eren una nació sobirana i independent i, per tant, no tenia dret a una audiència davant la cort. No obstant això, a Worcester v. Geòrgia (1832), el tribunal va tornar a establir la sobirania interna limitada sota l'exclusiva jurisdicció del govern federal, en una sentència que es va oposar a la reubicació forçosa posterior i va establir les bases de la jurisprudència moderna dels Estats Units.
Mentre que aquest última sentencia va ser famosament desafiat per Jackson, les accions de l'administració de Jackson no van ser aïllades, perquè els funcionaris estatals i federals havien violat els tractats sense conseqüències, sovint atribuït a l'exigència militar, com a membres de les nacions individuals ameríndies no eren automàticament ciutadans dels Estats Units, i poques vegades se'ls reconeixia legitimació a qualsevol tribunal estatunidenc.
Per agreujar això es produí el fet que, si bé existien proves de ciutadania per als nadius americans que viuen en zones recentment annexades abans i després del trasllat forçat, els estats individuals dels Estats Units no van reconèixer les reivindicacions de terres tribals, només títols individuals sota la llei estatal, i distingien entre els drets dels ciutadans blancs i no-blancs, que sovint tenien limitat l'accés al tribunal; i la deportació es va dur a terme sota la jurisdicció militar dels Estats Units, sovint per les milícies estatals. Com a resultat, els amerindis individuals que poguessin demostrar la ciutadania nord-americana van ser, però, desplaçats de les zones recentment annexades. Les accions militars i els tractats posteriors promulgats per les administracions de Jackson i Van Buren de conformitat a la llei fr 1830 (que el congressista de Tennessee Davy Crockett havia votat, sense èxit, en contra) són àmpliament considerades com a causa directa de l'expulsió o la mort d'una part substancial dels nadius americans que vivien llavors al sud-est dels Estats Units.

## Deportació dels choctaws

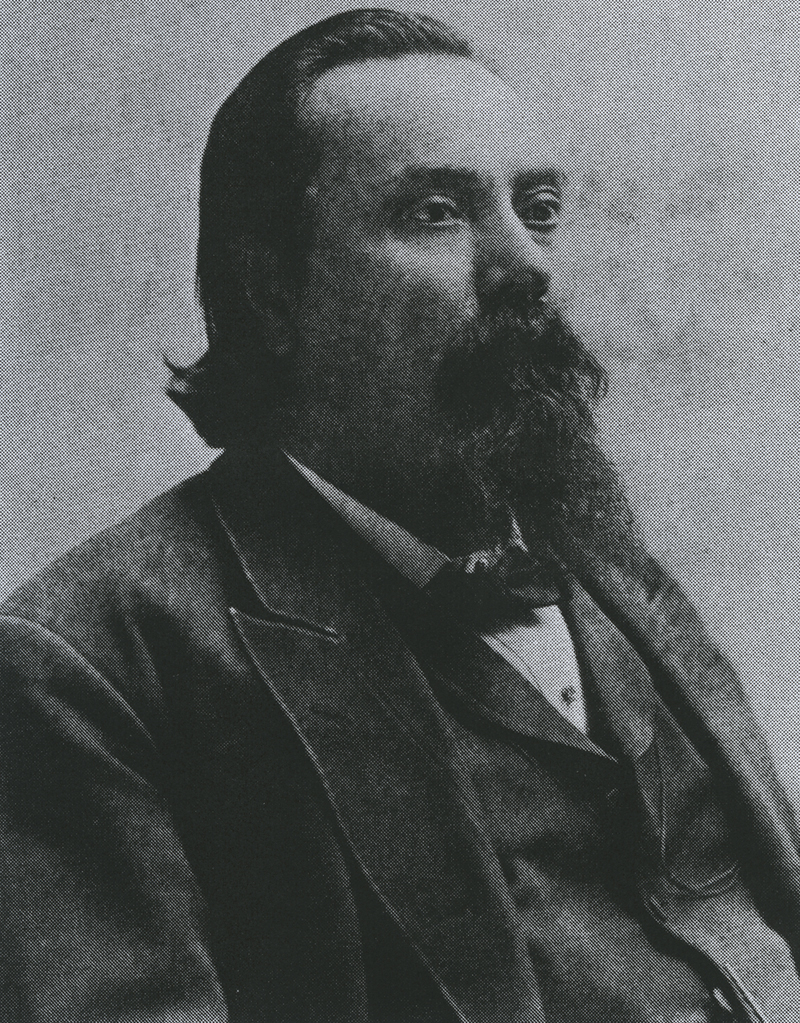
En 1832 Harkins, aleshores amb 22 anys, va escriure la Farewell Letter to the American People.

La nació choctaw vivia en el que avui són els estats d'Alabama, Mississipi i Louisiana. Després d'una sèrie de tractats des de 1801, la nació Choctaw es va reduir a 11.000.000 acres (45.000 km²). El Tractat de Dancing Rabbit Creek van cedir la resta del país als Estats Units i va ser ratificat a principis de 1831. El trasllat només es van acordar després que una disposició del Tractat de Dancing Rabbit Creek van permetre quedar-se alguns choctaws. George W. Harkins escriuria als ciutadans dels Estats Units abans que comencessin les deportacions:
| «                                                              | És amb gran desconfiança que intento dirigir-me al poble nord-americà, sabent i sentint amb seny la meva incompetència; i creient que les seves ments altament millorades no s'entretenen bé per adreçar-se a un choctaw. Però després d'haver decidit a emigrar a l'oest del riu Mississipi aquesta tardor, he cregut convenient en dir-vos adéu fent algunes observacions expressives dels meus punts de vista i dels sentiments que m' accionen sobre el tema del nostre trasllat ... Nosaltres com a choctaws escollim millor patir i ser lliures que viure sota la influència degradant de les lleis, on la nostra veu no era escoltada en la seva formació. | » |
| — -George W. Harkins, George W. Harkins to the American People | |   |

El Secretari de Guerra Lewis Cass anomenà George Gaines per gestionar els trasllats. Gaines va decidir deportar els choctaws en tres fases començant en 1831 i acabant el 1833. La primera havia de començar l'1 de novembre de 1831 amb grups que es reuniren a Memphis i Vicksburg. Els migrants patirien un dur hivern amb inundacions sobtades, aiguaneu i neu. Inicialment els choctaws havien de ser transportats en carro, però les inundacions els van detenir. Amb el menjar perdut, els residents de Vicksburg i Memphis estaven preocupats. Cinc vaixells de vapor (el Walter Scott, el Brandywine, el Reindeer, el Talma, i el de Cleopatra) transportarien els choctaws a les seves destinacions base dels rius. El grup de Memphis van viatjar fins a l'Arkansas durant aproximadament 97 kilòmetres a la base d'Arkansas. Allà la temperatura es va mantenir per sota de zero durant gairebé una setmana amb els rius tapats amb gel, per la qual cosa no hi havia viatges durant setmanes. Les racions d'aliments consistien en un grapat de blat de moro bullit, un nap, i dues tasses d'aigua calenta per dia. Quaranta carros del govern van ser enviats a Arkansas Post per transportar-los a Little Rock. Quan van arribar a Little Rock, un cap choctaw havia descrit el seu viatge com un "rastre de llàgrimes i mort." El grup de Vicksburg fou dirigit per un guia incompetent i es va perdre en els aiguamolls del llac Providence.

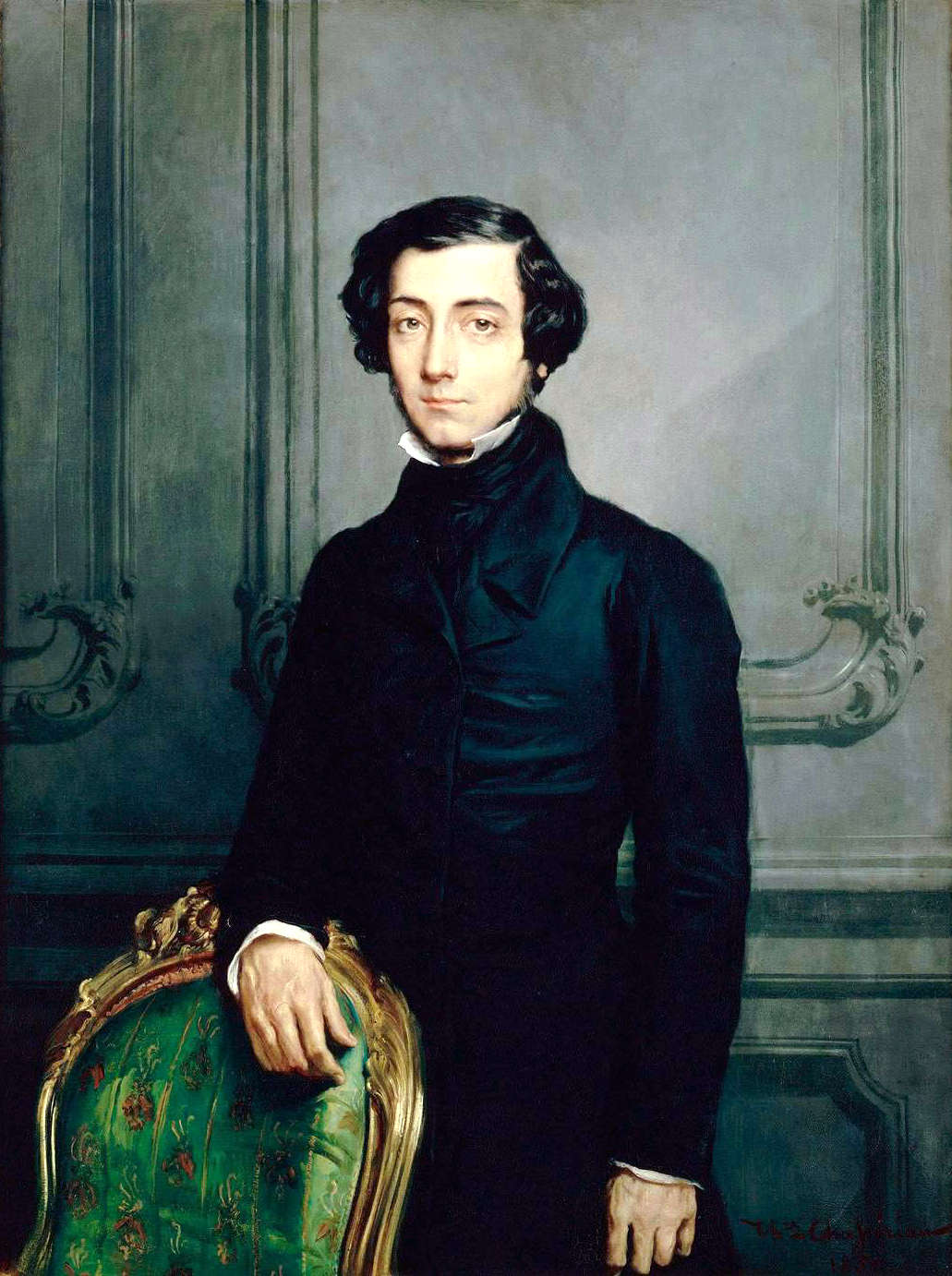
Alexis de Tocqueville, pensador polític i historiador francès.

Alexis de Tocqueville, el filòsof francès, fou testimoni de les deportacions choctaw quan era a Memphis (Tennessee) en 1831,
| «                                               | En tota l'escena hi havia un aire de ruïna i destrucció, cosa que evidenciava un adéu definitiu i irrevocable; hom no ho podia veure sense sentir retorçar-se't el cor. Els indis eren tranquils, però ombrívols i taciturns. Hi havia un que podia parlar anglès i li vaig preguntar per què els chactas abandonaven el seu país. "Per ser lliures," va contestar, mai podríem aconseguir-ho si no hi sóm fora. Nosaltres ... veure l'expulsió ... d'un dels pobles americans més cèlebres i antics. | » |
| — - Alexis de Tocqueville, Democràcia a Amèrica | |   |

Vora de 17.000 choctaws es van moure cap al que s'anomenava Territori Indi i més tard Oklahoma. Entre 2.500 i 6.000 van morir al llarg del camí de les llàgrimes. Aproximadament entre 5.000 i 6.000 choctaws restaren a Mississipi in 1831 després dels esforços inicials per a la deportació. Els choctaws que van optar per quedar-se en el recentment format Mississipi van ser objecte de conflicte legal, assetjament i intimidació. Els choctaws "han tingut les nostres morades enderrocades i cremades, les nostres tanques destruïdes, el bestiar ha marxat dels nostres camps i nosaltres mateixos hem estat assotats, lligat de mans, encadenats i maltractats personalment, fins que per aquest tractament alguns dels nostres millors homes han mort." Els choctaws a Mississipi van formar posteriorment reformat la Banda Mississippi d'indis choctaw i els Choctaw traslladats es va convertir en el Nació Choctaw d'Oklahoma.

## Resistència seminola
Els Estats Units adquiriren Florida d'Espanya a través del Tractat d'Adams-Onís i en va prendre possessió en 1821. En 1832 els seminoles van ser cridats a una reunió a Payne' Landing al riu Ocklawaha. El tractat negociat instava als seminoles a traslladar-se cap a l'oest, si es trobés la terra adequada. Havien de ser assentats en la reserva creek reserva i es convertirien en part de la tribu creek, de la que se'n consideraven desertors; alguns dels seminoles havien derivat de bandes Creek, però també d'altres tribus. Aquells entre la tribu que havien estat membres de bandes creek no volien traslladar-se cap a l'oest a on estaven segurs que trobarien la mort per deixar la banda principal dels creek. La delegació de set caps que van anar a inspeccionar la nova reserva no va deixar Florida fins a octubre de 1832. Després de recórrer la zona durant alguns mesos i de consultar amb les creek que ja s'hi havien establert, els set caps signar una declaració el 28 de març de 1833 acceptant la nova terra. Al seu retorn a Florida, però, la majoria dels caps van renunciar a la declaració, al·legant que no havien signat, o que s'havien vist obligats a signar-lo, i en tot cas, que no tenien el poder de decidir per totes les tribus i bandes que residien a la reserva. Els pobles de la zona del riu Apalachicola van ser més fàcils de persuadir, però, i van marxar a l'oest en 1834. El 18 de desembre de 1835 un grup de seminoles i negres emboscaren una companyia de soldats estatunidencs i marxaren de Fort Brooke (Tampa) a Fort King, en Ocala. De 110 soldats, només en van sobreviure tres. Això fou conegut com la massacre de Dade.
A mesura que es va estendre la comprensió que els seminoles es resistirien al trasllat, Florida va començar a preparar-se per a la guerra. La Milícia St Augustine demanà al Departament de Guerra que els prestés 500 mosquets. Es van mobilitzar 500 voluntaris sota el general de brigada Richard K. Call. Partides de guerra índies assaltaren granges i assentaments, i les famílies van fugir al forts, a les grans ciutats, o fora del territori. Una partida de guerra liderada per Osceola capturà un tren de subministraments per a la milícia de Florida, matant vuit dels seus guàrdies i ferint-ne sis. La major part dels béns obtinguts van ser recuperats per la milícia en una altra combat al cap de pocs dies. Les plantacions de sucre al llarg de la costa atlàntica al sud de San Agustín van ser destruïdes, i molts dels esclaus d les plantacions s'uniren als seminoles.
Altres caps de guerra com Halleck Tustenuggee, Jumper, i els seminoles negres Abraham i John Horse continuaren la resistència seminola contra l'exèrcit. La guerra va acabar després d'una dècada de lluita, el 1842 s'estima que el govern dels Estats Units havia gastat prop de 20.000.000 $ en la guerra, aleshores una suma astronòmica, 488.758.621 dòlars actuals. Molts indis es van exiliar per força a terres dels creek a l'oest del Mississippi; altres es van retirar als Everglades. Al final, el govern va deixar d'intentar subjugar als seminoles en els seus reductes Everglades i van deixar menys de 100 seminoles en pau. No obstant això, altres estudiosos afirmen que almenys alguns centenars de seminoles romanien als Everglades després de les Guerres Seminola.
Com a resultat de les Guerres Seminola, la banda seminola supervivent dels Everglades afirma ser l'única tribu reconeguda federalment, que mai va renunciar a la sobirania o signar un tractat de pau amb els Estats Units.
En general el poble estatunidenctendien a veure la resistència dels indis com a injustificada. En un article publicat pel Virginia Enquirer el 26 de gener de 1836 maldava "Les hostilitats dels Seminoles" assignant tota la culpa de la violència provinent de la resistència dels seminola als propis seminoles. L'article acusava als indis de no ser fidels a la seva paraula, les promeses que suposadament van fer en els tractats i negociacions de l'Indian Removal Act.

## Dissolució creek
Després de la guerra de 1812, alguns líders muscogee com William McIntosh signaren tractats que cedien més terres a Geòrgia. El 1814 la signatura del Tractat de Fort Jackson va marcar el final de la Nació Creek i per a tots els indis al Sud. Líders creek amistosos com Selocta i Big Warrior s'adreçaren a Sharp Knife (malnom indi per a Andrew Jackson) i li van recordar que mantenien la pau. No obstant això, Jackson va respondre que no li "tallaren el coll (a Tecumseh)" quan van tenir l'oportunitat, de manera que ara havien de cedir terres creek. Jackson també va ignorar l'article 9 de la Tractat de Gant que va restaurar la sobirania als indis i les seves nacions.
| «                                    | Jackson va obrir aquesta primera sessió de pau per reconeixent feblement l'ajuda dels creeks amistosos. Un cop fet això, es va tornar cap als Bastons Vermells i els va amonestar per escoltar mals consells. Pel seu crim, va dir, tota la Nació Creek hauria de pagar. Va exigir l'equivalent de totes les despeses incorregudes pels Estats Units en la persecució de la guerra, que pels seus càlculs arribaven a 23.000.000 d'acres (96.000 km²) de terra. | » |
| — - Robert V. Remini, Andrew Jackson | |   |

Eventualment, la Confederació Creek va promulgar una llei per la que condemnava a pena de mort fer més concessions de terres. No obstant això, el 12 de febrer de 1825, McIntosh i altres caps van signar el Tractat d'Indian Springs, que va donar la major part de les terres creek que queden a Geòrgia. Després que el Senat dels Estats Units va ratificar el tractat, McIntosh va ser assassinat el 13 de maig de 1825, per creeks liderats per Menawa.
El Consell Nacional Creek, liderada per Opothle Yohola, protestà als Estats Units que el Tractat d'Indian Springs era fraudulent. El president John Quincy Adams n'era simpatitzant,i, finalment, el tractat va ser anul·lat en un nou acord, el Tractat de Washington (1826). L'historiador R. Douglas Hurt va escriure: "Els creeks havien aconseguit el que cap nació índia mai havia fet o faria de nou - aconseguir l'anul·lació d'un tractat ratificat." Tanmateix, el governador Troup de Geòrgia va ignorar el nou tractat i va començar a retirar per la força als indis sota els termes del tractat anterior. Al principi, el president Adams va tractar d'intervenir amb tropes federals, però Troup va cridar a la milícia, i Adams, temorós d'una guerra civil, ho va permetre. Segons va explicar als seus íntims, "No val la pena anar a la guerra una altra vegada pels indis."
Encara que els creeks havien vist obligats a abandonar Geòrgia, amb moltes baixos creeks traslladats als Territori Indi, encara hi havia uns 20.000 creeks superiors que vivien a Alabama. No obstant això, l'estat va abolir els governs tribals i va ampliar les lleis estatals sobre els creeks. Opothle Yohola apel·là a l'administració del President Andrew Jackson per a la protecció d'Alabama; quan res era imminent, el Tractat de Cusseta es va signar el 24 de març de 1832, que va dividir les terres creek en assignacions individuals. Els creeks podrien vendre les seves assignacions i amb els diners podien traslladar-se a l'oest, o quedar-se a Alabama i sotmetre a les lleis estatals. Els especuladors de terres i ocupants il·legals van començar a estafar els creeks amb les seves assignacions, i la violència va esclatar, donant lloc a l'anomenada "Guerra Creek de 1836". El Secretari de Guerra Lewis Cass va enviar al general Winfield Scott per finalitzar la violència amb l'expulsió forçosa dels creeks al Territori Indi a l'oest del riu Mississipi.

## Trasllat monetari chickasaw

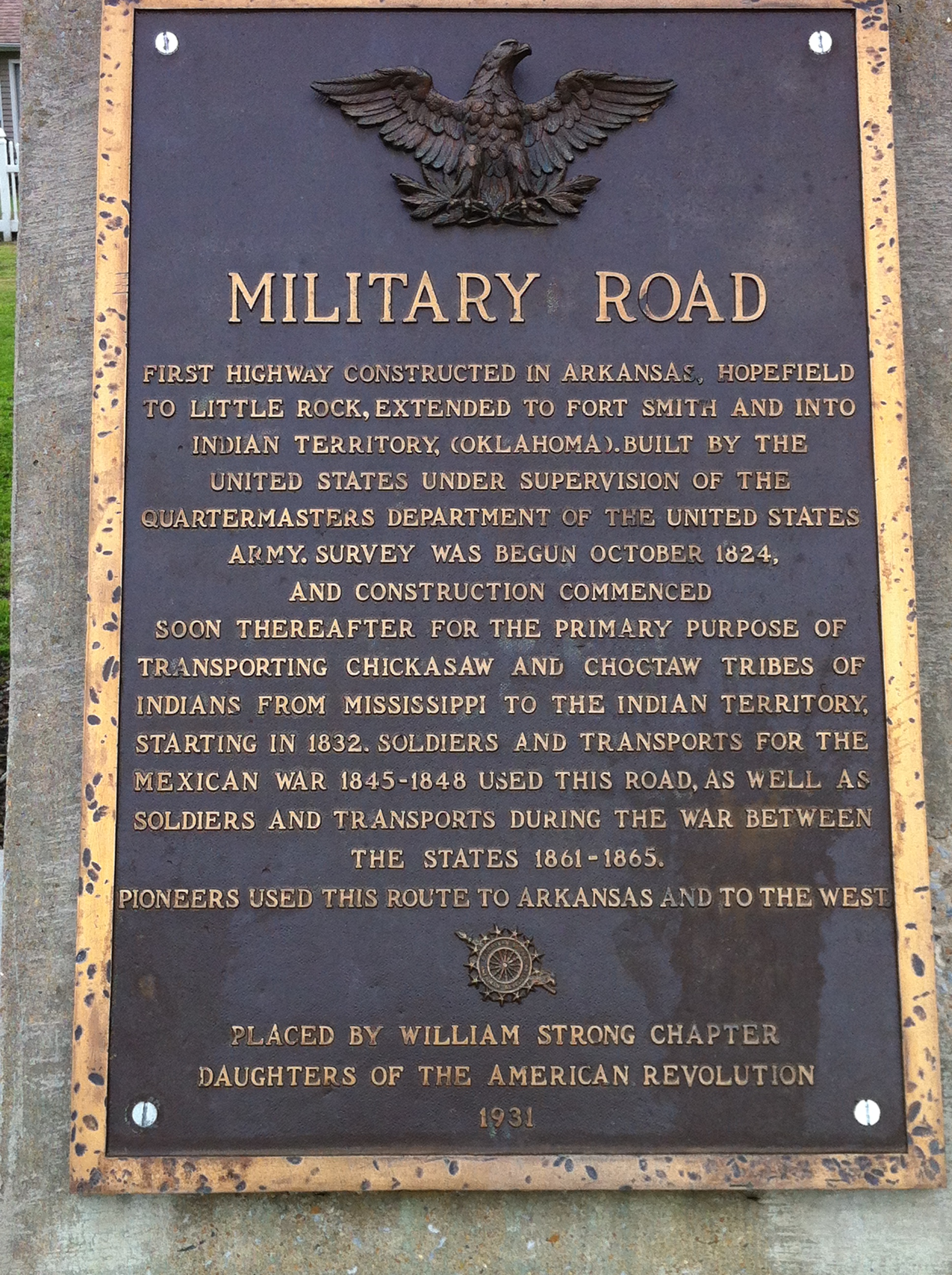
Fita històrica a Marion (Arkansas) pel Camí de les Llàgrimes

A diferència d'altres tribus que van intercanviar concessions de terres, els chickasaws van rebre una compensació econòmica dels Estats Units per les seves terres a l'est del riu Mississipi. En 1836 els Chickasaws havien arribat a un acord per a la compra de terres dels choctaws traslladats anteriorment després d'un amarg debat de cinc anys. Van pagar als choctaws 530.000 dòlars (equivalent a 11.382.152 de dòlars actuals) per la part més occidental de les terres choctaw. El primer grup de chickasaws es va traslladar en 1837 i va ser dirigit per John M. Millard. Els chickasaws es van reunir a Memphis el 4 de juliol de 1837 amb totes les seves pertinences, animals de granja, i esclaus. Un cop creuat el riu Mississipi, seguiren rutes prèviament establertes pels choctaws i les creeks. Un cop a Territori Indi, els chickasaws es fusionaren amb la Nació Choctaw.

## Trasllat forçat cherokee

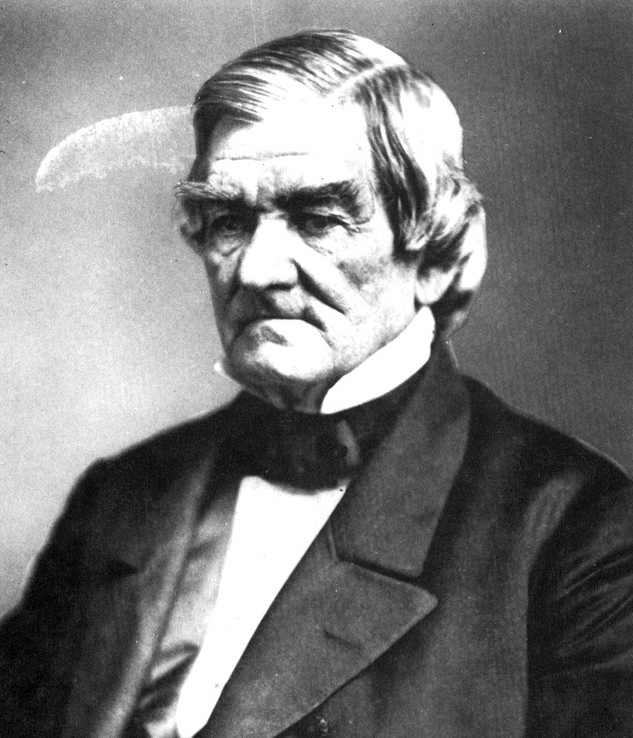
El cap principal cherokee John Ross. Fotografia abans de la seva mort en 1866

En 1838 el poble cherokee va ser desplaçat per la força de les seves terres al sud-est dels Estats Units cap al Territori Indi (avui Oklahoma) a l'Oest dels Estats Units, el que va provocar la mort d'aproximadament 4.000 cherokees. En llengua cherokee, l'esdeveniment és anomenat Nu na da ul tsun yi—“El lloc on ells ploraren”. El Camí de les Llàgrimes Cherokee Trail fou el resultat de la signatura del Tractat de New Echota, un acord signat sota les disposicions de l'Indian Removal Act de 1830, pel qual intercanviava terra ameríndia a l'est per terres a l'est del riu Mississipi, però que mai va ser acceptat pel lideratge tribal electe o una majoria del poble cherokee.
Les tensions entre Geòrgia i la Nació Cherokee van dur a una crisi pel descobriment d'or prop de Dahlonega (Geòrgia) en 1829, el que resulta en la cursa de l'or de Geòrgia, la segona febre de l'or a la història dels Estats Units. Especuladors afamats d'or començaren a envaint terres cherokee, i el govern de Geòrgia començà a exercir pressió per complir les promeses del Pacte de 1802.
Quan Geòrgia va voler estendre les lleis estatals sobre les terres cherokee en 1830, l'assumpte va anar a la Cort Suprema dels Estats Units. A Nació Cherokee v Geòrgia (1831), la Cort de Marshall va dictaminar que la Nació Cherokee no era una nació independent i sobirana i, per tant, es va negar a escoltar el cas. No obstant això, en Worcester v Geòrgia (1832) la Cort va dictaminar que Geòrgia no podia imposar lleis a territori cherokee, ja que només el govern nacional - no els governs estatals - tenia autoritat en afers indis.
| «                                                                    | John Marshall ha pres la seva decisió; Ara fem complir-la! ... Construïu un foc sota d'ells. Quan s'escalfi prou, se n'aniran. | » |
| — -Andrew Jackson, 1832. Citat a The Trail of Tears Across Missouri. | |   |

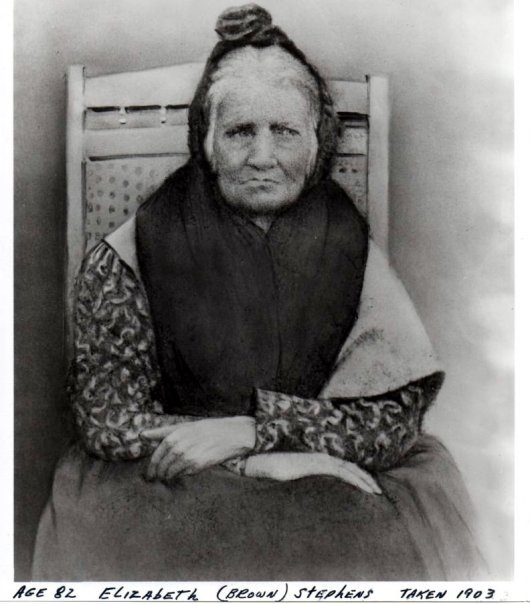
Elizabeth "Betsy" Brown Stephens (1903), una índia cherokee que va fer Camí de les Llàgrimes en 1838

Jackson no tenia cap desig d'usar el poder del govern nacional per protegir els cherokees de Geòrgia, ja que ell mateix ja estava enredat amb els problemes dels drets dels estats en el que es va conèixer com a crisi de l'anul·lació. Amb l'Indian Removal Act de 1830, el congrés dels Estats Units havia donat autoritat Jackson per negociar tractats de transferència, intercanviant terres ameríndies a l'est per les terres a l'oest del riu Mississipi. Jackson va utilitzar el conflicte amb Geòrgia per pressionar als cherokees i signar un tractat de deportació.
No obstant això, el tractat, aprovat pel Congrés per un sol vot i signat com a llei pel President Andrew Jackson, va ser imposat pel seu successor el president Martin Van Buren que va permetre Geòrgia, Tennessee, Carolina del Nord i Alabama constituir una força armada de 7.000 compost per milícies, exèrcit regular, i voluntaris sota el comandament del general Winfield Scott per internar uns 13.000 cherokees en un camp de concentració de l'Agència dels Estats Units indi prop de Cleveland, Tennessee abans de ser enviat a l'Oest. La majoria de les morts es van produir per malalties, la fam i el fred en aquests campaments. Les seves cases van ser cremades i els seus béns destruïts i saquejats. Les finques pertanyents als cherokees durant generacions van ser obtingudes pels colons blancs en una loteria. Després de la batuda inicial, l'exèrcit estatunidenc encara va supervisar el trasllat fins que van conèixer la destinació forçada. El soldat John G. Burnett va escriure més tard, "Les generacions futures llegiran i condemnaran l'acte i espero que la posteritat recordarà que els soldats com jo, i igual que els quatre cherokees que van ser obligats pel general Scott a disparar un cap indi i els seus fills, van haver d'executar les ordres dels nostres superiors. No teníem elecció en l'assumpte."
| « | He lluitat en la guerra arreu de l'estat i he vist molts homes morts, però el trasllat dels cherokee fou el treball més cruel que he conegut. | » |

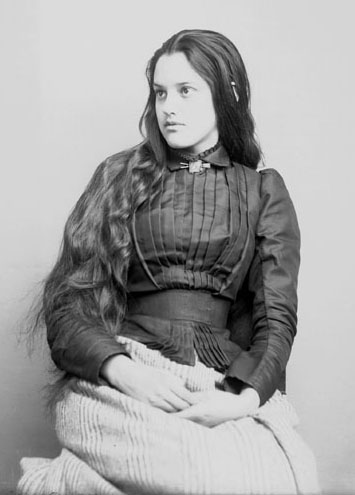
Retrat de Marcia Pascal, una jove Cherokee. (1880)

A l'hivern de 1838 els cherokees va començar la marxa de mil milles amb escassa roba i la major part a peu sense sabates o mocassins. La marxa va començar a Red Clay (Tennessee), la ubicació de l'última capital oriental de la Nació Cherokee. A causa de les malalties, als nadius americans (col·loquialment conegut com a indis) no se'ls permetia entrar en cap poble o pobles del camí; moltes vegades això els significava viatjar molt més lluny. Després de travessar Tennessee i Kentucky, arribaren al riu Ohio a través de Golconda al sud d'Illinois cap al 3 de desembre de 1838. Aquí als indis morts de fam els cobraren un dòlar per cap (igual a 22,15 $ en l'actualitat) per travessar el riu al "Ferry de Berry", que carregava per 12 centaus habitualent, equivalent a 2,66 $ en l'actualitat. No se'ls va permetre el pas fins que el ferri havia atès a tots els altres que volen creuar i es van veure obligats a refugiar-se a "Mantle Rock", un refugi al costat de Kentucky, fins que "Berry no tenia res millor que fer". Molts van morir arraulits junts a Mantle Rock esperant per creuar. Alguns cherokees van ser assassinats pels vilatans. Els assassins van presentar una demanda contra el govern dels Estats Units a través del palau de justícia a Vienna, demandant al govern per 35 dòlars per cap (igual a 775,14 $ en l'actualitat) per enterrar el cherokee assassinat.
Mentre creuaven el sud d'Illinois, el 26 de desembre, Martin Davis, Agent Comissari per al destacament de Moisès Daniel, va escriure: És el clima més fred a Illinois que he vist. Els rierols estan congelats amb una capa de 20 o 30 cm de gruix. Ens veiem obligats a tallar el gel per obtenir aigua per a nosaltres mateixos i pels animals. Aquí neva cada dos o tres dies al com a molt lluny. Ara estem acampats al pantà del [riu] Mississipi a 6,4 km del riu, i no hi ha cap possibilitat de travessar el riu per la nombrosa quantitat de gel que ve surant-hi tots els dies. Només hem viatjat 105 km en l'últim mes, incloent el temps d'estada en aquest lloc, que ha estat prop de tres setmanes. No se sap quan creuarem el riu ....
Els cherokees traslladats s'assentaren inicialment a Tahlequah (Oklahoma). Quan signaren el Tractat de New Echota en 1835 Major Ridge va dir "He signat la meva sentència de mort." L'agitació política resultant va provocar la mort de Major Ridge, John Ridge, i Elias Boudinot; dels líders del Partit del Tractat, només Stand Watie va escapar a la mort. La població de la nació cherokee finalment es va recuperar, i avui els cherokees són el major grup d'amerindis dels Estats Units.
Hi va haver algunes excepcions a la deportació. Potser 100 cherokees eludiren als soldats nord-americans vivint fora de les seves terres a Geòrgia i altres estats. Aquests cherokees que vivien en terres privades, de propietat individual (en lloc de propietat comunal de la terra tribal) no estaven subjectes a la deportació. A Carolina del Nord uns 400 cherokees, coneguts com els cherokees Oconaluftee, vivien de la terra en les Great Smoky Mountains propietat d'un home blanc anomenat William Holland Thomas (que havia estat adoptat de nen per cherokees) i, per tant, no estaven subjectes a la deportació. A aquests se'ls afegeix uns 200 cherokees de la zona de Nantahala els permet romandre a Qualla Boundary després d'ajudar a l'exèrcit dels Estats Units a la caça i captura de la família de l'antic profeta, Tsali. (Tsali va enfrontar a un escamot d'afusellament) Aquests cherokees de Carolina del Nord van esdevenir la Banda Oriental de la Nació Cherokee.

## Camí Nacional Històric Camí de les Llàgrimes

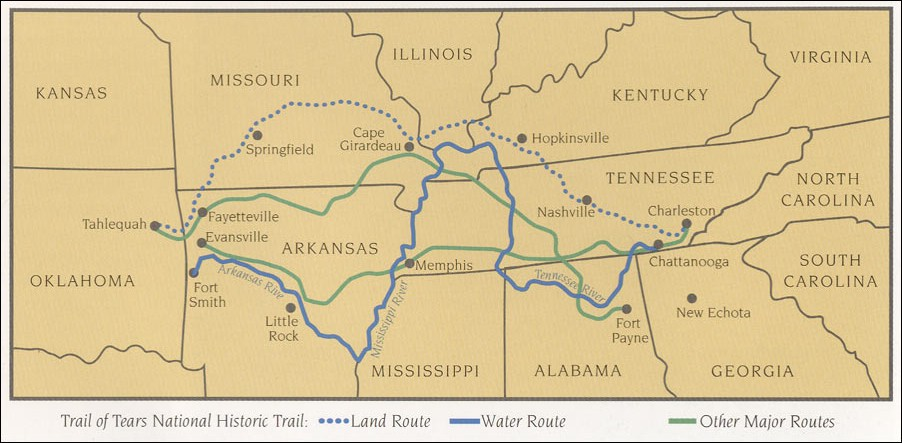
Mapa del Camí Nacional Històric

En 1987 la llei federal autoritzà marcar el trasllad de 17 destacaments dels cherokees en gairebé 3.500 kilòmetres de camins. Anomenat "Camí Nacional Històric Camí de les Llàgrimes," travessa porcions de nou estats i inclou terres i rutes d'aigua.

## Camí de les Llàgrimes: Drama històric l'aire lliureUnto These Hills
Un drama històric basat en el Camí de les Llàgrimes, Unto These Hills, ha venut més de cinc milions d'entrades per les seves actuacions des de 1950, tant en les gires i a l'exterior del Mountainside Theater de l'Associació Històrica Cherokee a Cherokee (Carolina del Nord).

## Terminologia de recol·locacions forçades
Les últimes transferències de població s'han anomenat a vegades com a "marxes de la mort", en particular en referència a la marxa cherokee a través del mig-oest en 1838, que va tenir lloc en una ruta predominantment de terra.
Els homes de les tribus que tenien mitjans inicialment van dur a terme la seva pròpia deportació. Els contingents que van ser conduïts per guies de l'Exèrcit dels Estats Units foren els dirigits per Edward Deas, qui es deia que era un simpatitzant de la difícil situació cherokee. El major nombre de morts per la deportació forçosa cherokee va del període després del 23 de maig de 1838. Aquest va ser en el moment en què els cherokees restants eren concentrats en camps i pressionats en destacaments de grans dimensions, sovint més de 700 persones (més gran que la població de Little Rock o  Memphis en aquell moment). Les malalties contagioses es propagaren ràpidament a través d'aquests grups estretament concentrats, matant-ne molts. Aquests contingents van ser dels últims en moure's, però seguint les mateixes rutes que havien pres els altres; les àrees per on passaven havien esgotat els subministraments a causa de la gran quantitat que havien anat davant d'ells. Els traslladats estaven subjectes a l'extorsió i la violència al llarg de la ruta. A més, aquests contingents finals es van veure obligats a marxar durant els mesos més càlids i més freds de l'any, matant-ne molts. L'exposició als elements, les malalties i la fam, l'assetjament per part dels homes de frontera locals i les racions insuficients van matar de manera similar un terç dels choctaw i altres nacions en la marxa.
També s'ha reclamat pels descendents dels supervivents que el terme "Camí de les Llàgrimes" es refereixi a les llàgrimes dels que testimoniaren el patiment dels marxants, i que els amerindis van marxar en silenci.
Hi ha cert debat entre els historiadors i les tribus afectades pel que fa a si el terme "Camí de les Llàgrimes" s'ha d'utilitzar per referir-se a tota la història de la deportació forçosa dels Estats Units a l'est del Mississippi a Territori Indi (com era la política dels Estats Units), o a la marxa de les Cinc tribus descrites anteriorment.

## Documents
- Cherokee Indian Removal Debate U.S. Senate, April 15-17, 1830
- Winfield Scott's Address to the Cherokee Nation, May 10, 1838 Arxivat October 6, 2008[Date mismatch], a Wayback Machine.
- Gen. Winfield Scott's Order to U.S. Troops

## Documental
- The Trail of Tears: Cherokee Legacy (2006) - dirigit per Chip Richie; narrat per James Earl Jones